# Thanom Kittikhachon
Thanom Kittikhachon (thaï : ถนอม กิตติขจร, [tʰà.nɔ̌ːm kìt.tì.kʰa.t͡ɕɔ̌ːn]), né le 11 août 1911 à Tak, et mort le 16 juin 2004 à Bangkok, est un militaire et homme d'État thaïlandais, dixième Premier ministre à deux reprises : en 1958, puis entre 1963 et 1973.

## Dictature

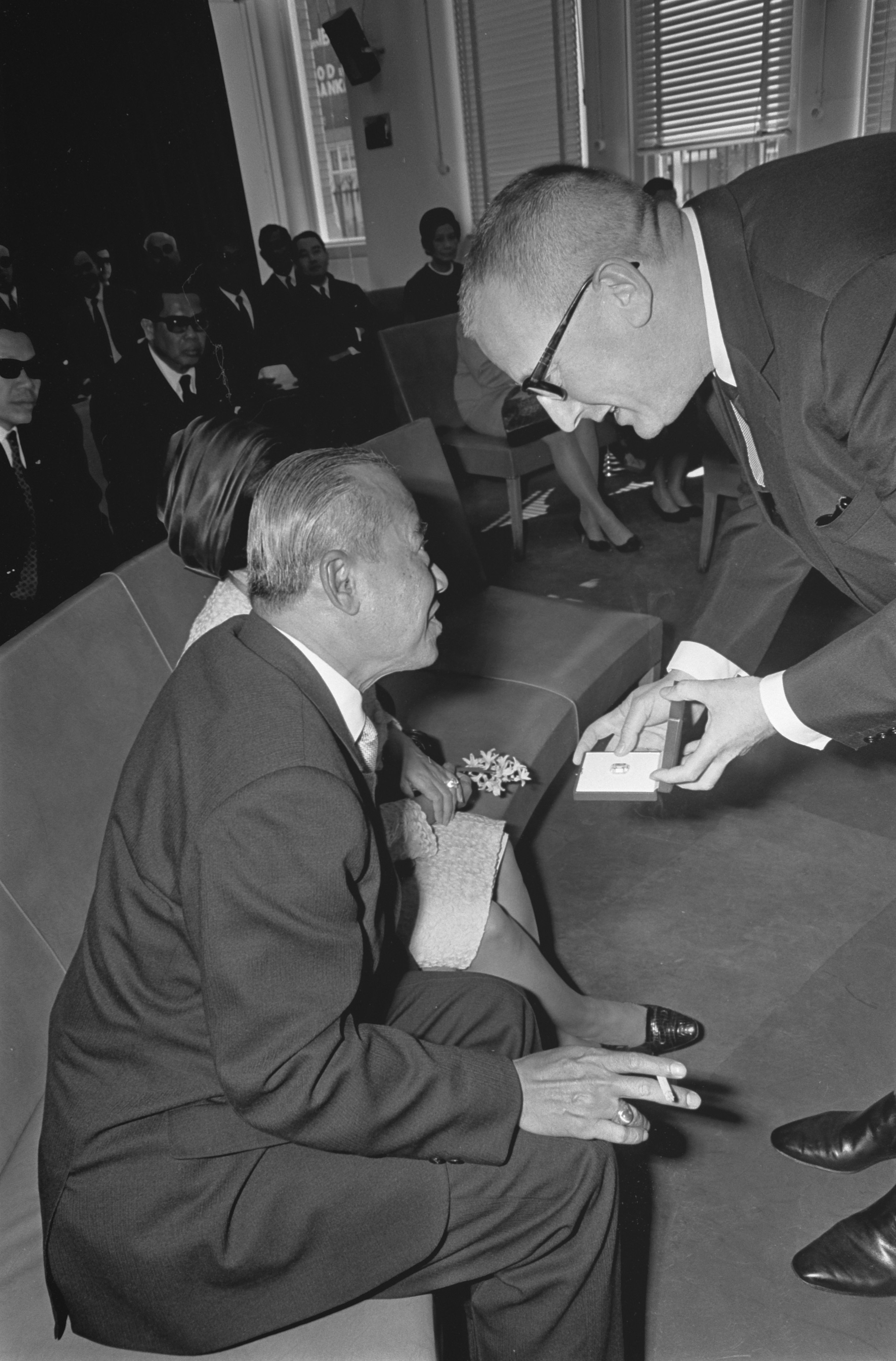
Thanom Kittikachorn (assis), en visite le 26 avril 1968 dans l'atelier d'un diamantaire aux Pays-Bas. Le directeur de celui-ci, J. Asscher, lui présente une gemme taillée de belle dimension dans un écrin.

Le 14 octobre 1973, la contestation sociale et étudiante; qui rassemble près de un demi-million de citoyens thaïlandais, fait chuter le régime après 3 jours de violence contre les manifestants : entre 70 et 300 personnes sont tuées et des milliers sont blessées. Les militaires sont chassés du pouvoir, l'ordre constitutionnel est rétabli et la société se démocratise : Thanom Kittikhachon démissionne et est contraint à l'exil le 15 octobre 1973. Il est le premier ministre thaïlandais à avoir gouverné le plus longtemps.
En 1976, une manifestation d'étudiants et d'ouvriers se tient à l'université Thammasat pour s'opposer à son retour. En représailles, les forces de police et des groupes paramilitaires de droite attaquent la manifestation et tuent plus d'une centaine de personnes. Cet événement reste connu comme le massacre de l'université Thammasat,.